# Zager and Evans
Pour les articles homonymes, voir Zager et Evans.
Zager and Evans est un groupe américain de folk rock/pop psychédélique formé en 1968 à Lincoln, dans le Nebraska, et composé de Denny Zager et Rick Evans.
Ce duo est particulièrement connu pour son tube In the Year 2525, écrit par Rick Evans. Cette chanson très noire prédit l'extinction progressive de l'espèce humaine, détruite par ses propres progrès techniques. Ce morceau est numéro 1 des hit-parades aux États-Unis en 1969, et en particulier au moment où l'homme a posé pour la première fois le pied sur la Lune le 20 juillet 1969. In the Year 2525 a également été en tête des ventes au Royaume-Uni. Cette chanson écrite en 1964 s'est vendue au total à plus de 10 millions d'exemplaires.
Ce succès permet à Zager & Evans de signer avec RCA, mais leurs singles suivants ne rééditent pas le succès du premier.